# Gran Premio motociclistico della Comunità Valenciana
Il Gran Premio della Comunità Valenciana è una delle prove che compongono il motomondiale e si svolge dal 1999 sul circuito di Valencia.

## Storia
Dopo che già nel 1998 si era svolta una gara extra, il GP di Madrid, sul suolo spagnolo, dalla stagione 1999 si è aggiunta una terza prova in territorio iberico, che si va ad aggiungere ai già presenti GP di Spagna e a quello di Catalogna.
La gara si è sempre svolta sul circuito intitolato al pilota Ricardo Tormo e, dopo che nella prima edizione era stata inserita circa a metà del calendario, nel mese di settembre è rimasta nella stessa collocazione fino alla stagione 2001.
Da quell'anno è stata spostata al termine della stagione di gare, quale prova conclusiva dell'anno, e si svolge tra la fine di ottobre e l'inizio di novembre, potendo approfittare delle buone condizioni climatiche della zona.
Fino all'edizione del 2017 Daniel Pedrosa è l'unico pilota ad essersi aggiudicato la vittoria nel Gran Premio in tre differenti classi.
Il 1º novembre 2024, viene annullato il Gran Premio, ultimo appuntamento della stagione, a seguito delle inondazioni (DANA) che hanno colpito la città di Valencia e la Comunità Valenciana causando centinaia di morti e centoventimila sfollati, con gravi danni anche al Circuito di Valencia.

## Albo d'oro
| Anno | Circuito | Classe 125                   | Classe 250                   | Classe 500                 |              | Resoconto |
| ---- | -------- | ---------------------------- | ---------------------------- | -------------------------- | ------------ | --------- |
| 1999 | Valencia | Gianluigi Scalvini (Aprilia) | Tōru Ukawa (Honda)           | Régis Laconi (Yamaha)      |              | Resoconto |
| 2000 | Valencia | Roberto Locatelli (Aprilia)  | Shin'ya Nakano (Yamaha)      | Garry McCoy (Yamaha)       |              | Resoconto |
| 2001 | Valencia | Manuel Poggiali (Gilera)     | Daijirō Katō (Honda)         | Sete Gibernau (Suzuki)     |              | Resoconto |
| Anno | Circuito | Classe 125                   | Classe 250                   | MotoGP                     |              | Resoconto |
| 2002 | Valencia | Daniel Pedrosa (Honda)       | Marco Melandri (Aprilia)     | Alex Barros (Honda)        |              | Resoconto |
| 2003 | Valencia | Casey Stoner (Aprilia)       | Randy de Puniet (Aprilia)    | Valentino Rossi (Honda)    |              | Resoconto |
| 2004 | Valencia | Héctor Barberá (Aprilia)     | Daniel Pedrosa (Honda)       | Valentino Rossi (Yamaha)   |              | Resoconto |
| 2005 | Valencia | Mika Kallio (KTM)            | Daniel Pedrosa (Honda)       | Marco Melandri (Honda)     |              | Resoconto |
| 2006 | Valencia | Héctor Faubel (Aprilia)      | Alex De Angelis (Aprilia)    | Troy Bayliss (Ducati)      |              | Resoconto |
| 2007 | Valencia | Héctor Faubel (Aprilia)      | Mika Kallio (KTM)            | Daniel Pedrosa (Honda)     |              | Resoconto |
| 2008 | Valencia | Simone Corsi (Aprilia)       | Marco Simoncelli (Gilera)    | Casey Stoner (Ducati)      |              | Resoconto |
| 2009 | Valencia | Julián Simón (Aprilia)       | Héctor Barberá (Aprilia)     | Daniel Pedrosa (Honda)     |              | Resoconto |
| Anno | Circuito | Classe 125                   | Moto2                        | MotoGP                     |              | Resoconto |
| 2010 | Valencia | Bradley Smith (Aprilia)      | Karel Abraham (FTR)          | Jorge Lorenzo (Yamaha)     |              | Resoconto |
| 2011 | Valencia | Maverick Viñales (Aprilia)   | Michele Pirro (Moriwaki)     | Casey Stoner (Honda)       |              | Resoconto |
| Anno | Circuito | Moto3                        | Moto2                        | MotoGP                     |              | Resoconto |
| 2012 | Valencia | Danny Kent (KTM)             | Marc Márquez (Suter)         | Daniel Pedrosa (Honda)     |              | Resoconto |
| 2013 | Valencia | Maverick Viñales (KTM)       | Nicolás Terol (Suter)        | Jorge Lorenzo (Yamaha)     |              | Resoconto |
| 2014 | Valencia | Jack Miller (KTM)            | Thomas Lüthi (Suter)         | Marc Márquez (Honda)       |              | Resoconto |
| 2015 | Valencia | Miguel Oliveira (KTM)        | Esteve Rabat (Kalex)         | Jorge Lorenzo (Yamaha)     |              | Resoconto |
| 2016 | Valencia | Brad Binder (KTM)            | Johann Zarco (Kalex)         | Jorge Lorenzo (Yamaha)     |              | Resoconto |
| 2017 | Valencia | Jorge Martín (Honda)         | Miguel Oliveira (KTM)        | Daniel Pedrosa (Honda)     |              | Resoconto |
| 2018 | Valencia | Can Öncü (KTM)               | Miguel Oliveira (KTM)        | Andrea Dovizioso (Ducati)  |              | Resoconto |
| Anno | Circuito | Moto3                        | Moto2                        | MotoGP                     | MotoE        | Resoconto |
| 2019 | Valencia | Sergio García (Honda)        | Brad Binder (KTM)            | Marc Márquez (Honda)       | Eric Granado | Resoconto |
| 2019 | Valencia | Sergio García (Honda)        | Brad Binder (KTM)            | Marc Márquez (Honda)       | Eric Granado | Resoconto |
| 2020 | Valencia | Tony Arbolino (Honda)        | Jorge Martín (Kalex)         | Franco Morbidelli (Yamaha) |              | Resoconto |
| 2021 | Valencia | Xavier Artigas (Honda)       | Raúl Fernández (Kalex)       | Francesco Bagnaia (Ducati) |              | Resoconto |
| 2022 | Valencia | Izan Guevara (Gas Gas)       | Pedro Acosta (Kalex)         | Álex Rins (Suzuki)         |              | Resoconto |
| 2023 | Valencia | Ayumu Sasaku (Husqvarna)     | Fermín Aldeguer (Boscoscuro) | Francesco Bagnaia (Ducati) |              | Resoconto |